# Platycypha
Platycypha – rodzaj ważek z rodziny Chlorocyphidae.

## Podział systematyczny
Do rodzaju należą następujące gatunki:
- Platycypha amboniensis (Martin, 1915)
- Platycypha angolensis Longfield, 1959
- Platycypha auripes (Förster, 1906)
- Platycypha bamptoni (Pinhey, 1975)
- Platycypha caligata (Selys, 1853)
- Platycypha crocea (Longfield, 1947)
- Platycypha eliseva Dijkstra, 2008
- Platycypha fitzsimonsi (Pinhey, 1950)
- Platycypha inyangae Pinhey, 1958
- Platycypha lacustris (Förster, 1914)
- Platycypha picta (Pinhey, 1962)
- Platycypha pinheyi Fraser, 1950
- Platycypha rubriventris (Pinhey, 1975)
- Platycypha rufitibia (Pinhey, 1961)